# Stupnica (Leskovac)
Stupnica je naselje u gradu Leskovcu, Jablanički upravni okrug, Srbija. Prema popisu iz 2022. godine u Stupnici je živjelo 139 stanovnika.